# Sopa de cebolla

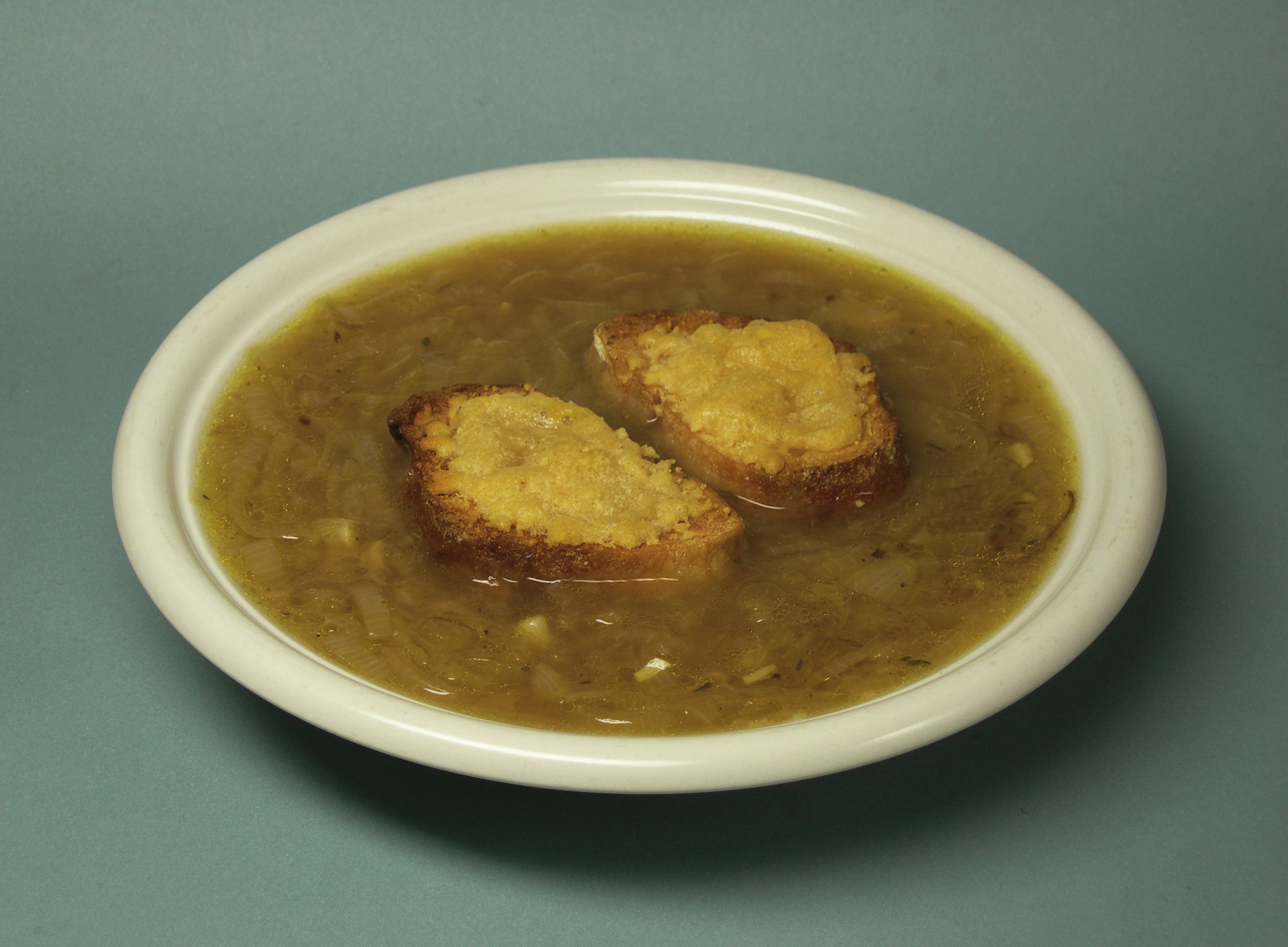
Sopa de cebolla tradicional

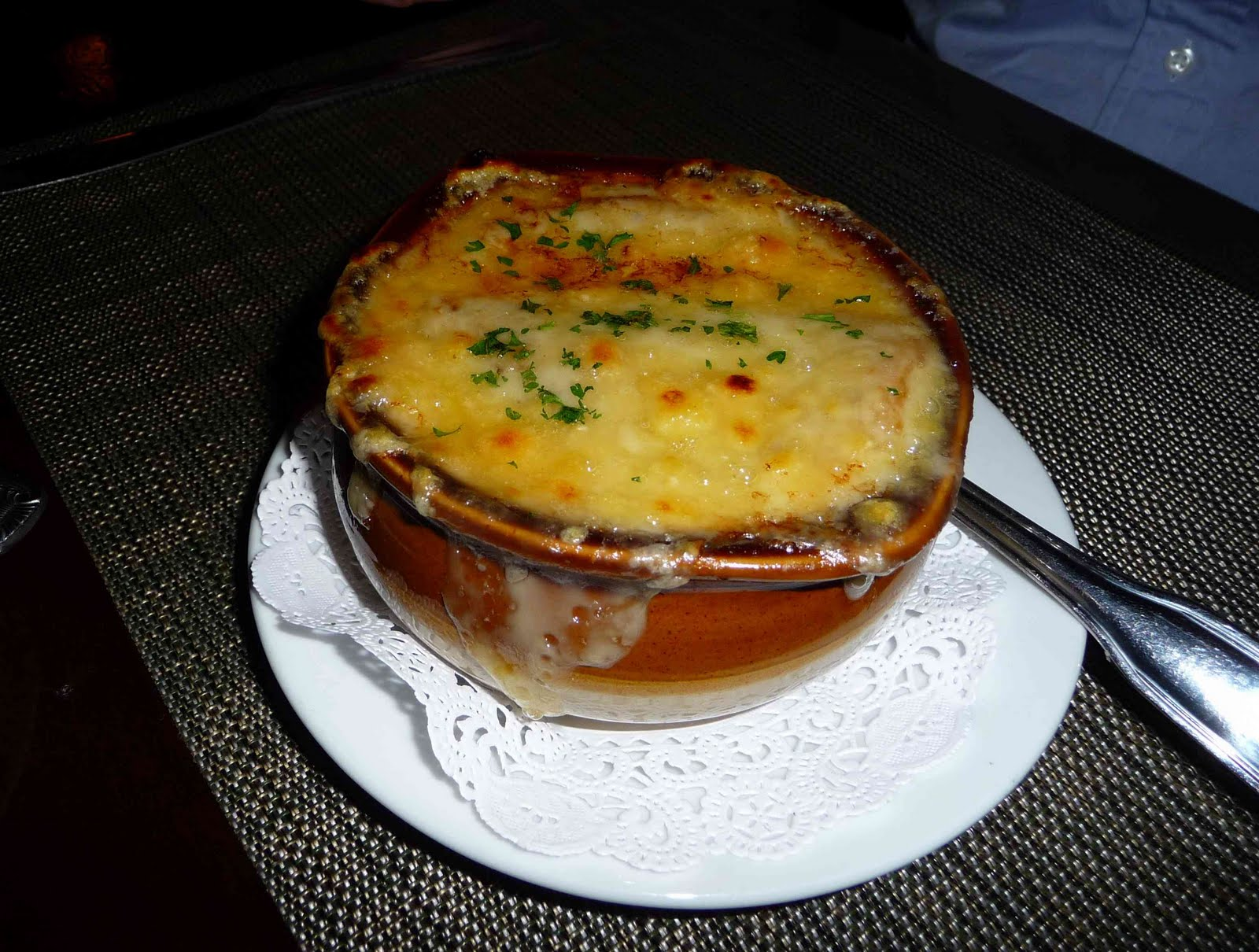
Sopa de cebolla gratinada francesa

La sopa de cebolla es una sopa cuyo principal ingrediente es la cebolla caramelizada. Considerada originaria de Francia, país donde se popularizó y que extendió su receta por el mundo en el siglo XIX, es una receta de la que se tienen registros históricos desde la Edad Media en muchos países europeos.

## Consumo
Para la preparación del plato se corta abundante cebolla en forma de brunoise o juliana que se sofríe en mantequilla o cualquier aceite vegetal. Algunas recetas añaden harina para espesar ligeramente con un roux, y vino blanco, jerez o brandy a voluntad. Todo ello se hierve posteriormente en agua o en un caldo ligero de hortalizas o de carne (ternera, buey o ave).
Se suele servir caliente en un cuenco o un tazón, con un poco de queso gruyer o emmental rallado. Se puede verter la sopa sobre una rebanada de pan colocada en el fondo del tazón, a la manera de las sopas medievales. La versión francesa dispone de una variante muy tradicional llamada gratinée (gratinada): una vez la sopa servida en los tazones, se cubre con una rebanada de pan blanco en la que se espolvorea queso rallado, y se gratina al gril o al horno para formar una costra dorada. Esta sopa se sirve como entrante en muchos restaurantes europeos. En la tradición francesa se sirve frecuentemente a altas horas de la noche o de madrugada, cuando se trasnocha.

## Historia
Es una sopa antiquísima (se conservó la tradición medieval de verterla sobre una rebanada de pan), y es probable que existiera en otros países europeos. Aparece en la edición más antigua del libro de cocina del siglo XIV, llamado Le viandier, de Taillevent, conservado en la Biblioteca Nacional de Francia. La costumbre de añadirle queso rallado es, lógicamente, muy posterior. Era un plato humilde elaborado con ingredientes 'sencillos', a veces identificado con las épocas de hambruna.
Esta sopa ganó su fama en el siglo XIX, cuando se extendió en París la costumbre de tomar algo caliente en los pocos sitios abiertos a altas horas de la madrugada, en las tabernas y restaurantes que rodeaban las Halles de París, el mercado central de abastos. La sopa de cebolla pasó de ser la sopa que tomaban los trabajadores del mercado a ser también un tentempié para noctámbulos. En la segunda mitad del siglo XX las Halles fueron derribadas, pero la tradición no sólo se mantuvo en ese barrio parisino sino que se extendió y se incorporó en las costumbres de los franceses de todo el país.